# Короткопалый каменный дрозд
Короткопалый каменный дрозд (лат. Monticola brevipes) — вид птиц из семейства мухоловковых (Muscicapidae).

## Описание
Длина короткопалого каменного дрозда в среднем от 16 до 18 см, а масса от 28 до 35 граммов. Верхняя часть головы самца белого цвета с пепельным оттенком, а остальная часть его головы серого цвета. Оперение его крыльев и спины тёмно-серое, а брюшная сторона тела ярко-оранжевая. У самок голова и крылья бледно-коричневатого цвета, на шее имеются светлые пестрины. Брюшная сторона тела значительно бледнее чем у самцов.

## Распространение
Этот вид обитает в Южной Африке: Ангола, Ботсвана и Намибия. Его естественная среда обитания — сухие саванны и скалистая местность. Также его можно встретить на окраине города или в деревне, особенно зимой.

## Образ жизни
Короткопалый каменный дрозд питается членистоногими, фруктами и семенами, пищу в основном добывает на земле.
Сезон откладывания яиц короткопалого каменного дрозда был зарегистрирован в октябре—марте в Намибии, августе—декабре в Ботсване.

## Подвиды
В составе вида выделяют два подвида:
- Monticola brevipes brevipes (Waterhouse, 1838)
- Monticola brevipes pretoriae Gunning & Roberts, 1911

M. b. pretoriae некоторые систематики относят к отдельному виду. У них более темные головы, а у самок сильно пятнистые горло и грудь, в отличие от M. b. brevipes.